# Teretriopsis theryi
Teretriopsis theryi är en skalbaggsart som beskrevs av Michael S. Caterino och Dégallier 2007. Teretriopsis theryi ingår i släktet Teretriopsis och familjen stumpbaggar. Inga underarter finns listade i Catalogue of Life.